# Alfred Hintschig
Alfred Hintschig (* 3. Juni 1919 in Wien; † 4. September 1989 ebenda) war ein österreichischer Politiker (SPÖ).

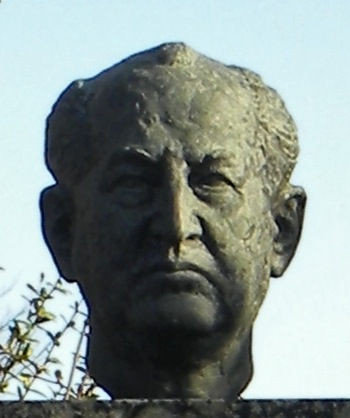
Büste von Alfred Hintschig auf seinem Grabmal am Wiener Zentralfriedhof

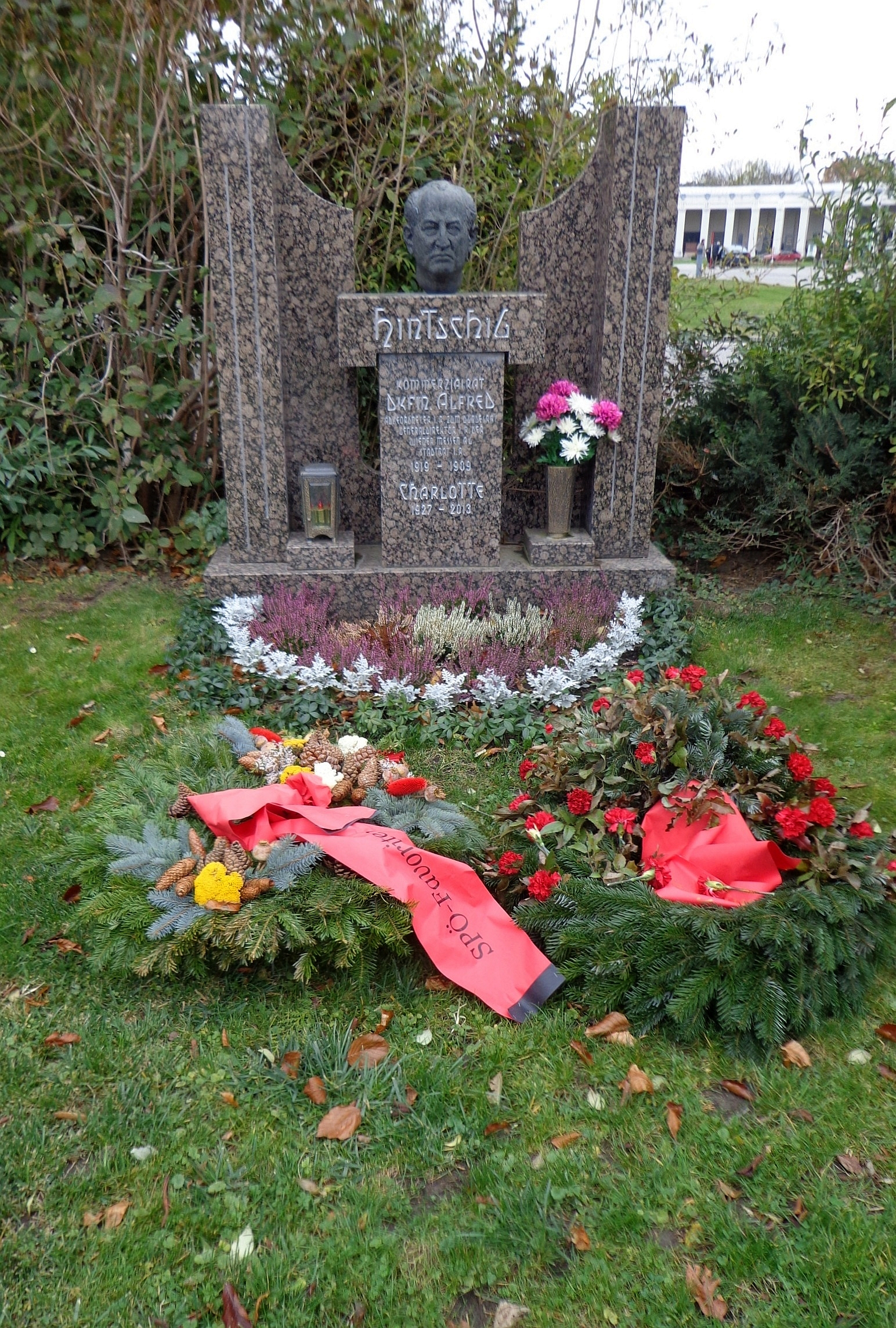
Ehrengrab von Alfred Hintschig

## Leben
Hintschig absolvierte ein Studium an der Wiener Hochschule für Welthandel, das er mit dem akademischen Grad Diplomkaufmann beendete. Nach dem Zweiten Weltkrieg betätigte er sich als Fortbildungsschullehrer und war seit 1950 Prokurist in einer Papierfabrik. Später war er lange Jahre Generaldirektor der Wiener Messe AG; sein Büro befand sich im heutigen MuseumsQuartier.
Von 1964 bis 1978 war Alfred Hintschig Mitglied des Wiener Gemeinderates. 1968/1969 übte er das Amt des Stadtrates für allgemeine Verwaltungsangelegenheiten aus, 1969–1973 des Stadtrates für das Liegenschafts- und Zivilrechtswesen. Nach dem Ausscheiden aus dem Wiener Gemeinderat war er von 1978 bis 1987 Mitglied des Bundesrates.
Hintschig war ab 1965 Mitglied der Freimaurerloge Fraternitas und 1980 Gründungsmitglied der Loge Concordia.
Begraben wurde er in einem Ehrengrab am Wiener Zentralfriedhof.

## Auszeichnungen und Ehrungen
- 1973: Großes Goldenes Ehrenzeichen für Verdienste um die Republik Österreich (Verleihung: 26: Juni)[5]
- 1979: Großes Goldenes Ehrenzeichen für Verdienste um das Land Wien (Verleihung: 3. Mai, Übernahme: 12. November 1979)
- 1993: Benennung der Hintschiggasse in Wien-Favoriten[6]